# Eudulophasia tortricalis
Eudulophasia tortricalis är en fjärilsart som beskrevs av Claude Herbulot 1988. Eudulophasia tortricalis ingår i släktet Eudulophasia och familjen mätare. Inga underarter finns listade i Catalogue of Life.